# Schistophila
Schistophila är ett släkte av fjärilar. Schistophila ingår i familjen stävmalar.
Kladogram enligt Catalogue of Life:
| Schistophila | \| \| Schistophila fuscella \| \| \| \| \| \| Schistophila laurocistella \| \| \| \| \| \| Schistophila striatana \| \| \| \| |
|              | \| \| Schistophila fuscella \| \| \| \| \| \| Schistophila laurocistella \| \| \| \| \| \| Schistophila striatana \| \| \| \| |
|              | Schistophila fuscella |
|              | |
|              | Schistophila laurocistella |
|              | |
|              | Schistophila striatana |
|              | |